# 1590
1590 (MDXC) je bilo navadno leto, ki se je po gregorijanskem koledarju začelo na ponedeljek, po julijanskem pa na četrtek.

## Dogodki
- 14. marec - hugenoti pod poveljstvom Henrika Navarskega v bitki pri Ivryju porazijo sile katoliške lige.
- maj–avgust - Henrik IV. s svojo vojsko oblega Pariz, a je prisiljen prekiniti obleganje ko pride mestu na pomoč vojvoda Parmski s špansko vojsko.
- 15. september - Urban VII. nasledi Siksta V. kot 228. papež Rimskokatoliške cerkve, a umre za malarijo 12 dni kasneje.
- 5. december - Gregor XIV. nasledi Urbana VII. kot 229. papež.

## Rojstva
- 18. april - Ahmed I., osmanski sultan in kalif († 1617)
- 13. julij - Papež Klemen X. († 1676)

## Smrti
- 10. julij - Karel II. Avstrijski, deželni knez Notranje Avstije (* 1540)
- 27. avgust - Papež Sikst V. (* 1521)
- 27. september - Papež Urban VII. (* 1521)